# Doomguy
Doomguy, позднее Палач Рока (англ. Doom Slayer) — главный герой серии компьютерных игр Doom. Думгай — морской пехотинец (англ. marine), в прошлом работавший на вымышленную «Объединённую Аэрокосмическую Корпорацию» (англ. United Aerospace Corporation); он выглядит как мускулистый мужчина в зелёном бронированном костюме.
Думгай — протагонист большинства игр серии; в отдельных играх и произведениях по их мотивам место главного героя занимали другие персонажи, также морские пехотинцы — как разные герои Doom 3 и Doom 3: Resurrection of Evil или Джон «Жнец» Гримм из фильма Doom.
В большинстве игр и других произведений имя Думгая не называлось, хотя отдельные игры и книги и присваивали ему имена наподобие «Флинн Таггарт» или «Стэн Бласковиц». Думгай практически не разговаривает на экране, и его характер очерчен очень поверхностно — по задумке разработчиков, он должен служить альтер эго самого игрока; тем не менее, различные обозреватели описывали Doomguy как знакового персонажа, воплощение силы, ярости и маскулинности.

## Создание и дизайн
Согласно раннему пресс-релизу игры и «Библии Doom» — дизайн-документу, написанном Томом Холлом в ходе работы над первой игрой серии — игрок должен был взять под управление одного из четырёх солдат, направленных на военно-исследовательскую базу на вымышленной планете Тей-Тенга. Придуманные Холлом персонажи должны были иметь определённые биографии и имена наподобие «Бадди Дакоте» (англ. Buddy Dacote, сокращение от dies at conclusion of this episode — «умирает в конце этого эпизода»), но в ходе работы над игрой наработки Холла были отброшены, а сюжет предельно упрощён. По словам геймдизайнера Джона Ромеро, у морпеха из Doom не было какого-то определённого имени — по задумке разработчиков, герой игры должен был быть воплощением игрока, «это должны были быть вы сами». Первый набросок будущего персонажа игры нарисовал Адриан Кармак; он также вылепил из глины фигурку персонажа, которую сотрудники id Software отсканировали и использовали для создания графики в игре. Для изображения Doomguy на обложке коробки с игрой позировал сам Джон Ромеро. Холл и Ромеро позже подтверждали, что Думгай является потомком Би Джея Бласковица, протагониста серии игр Wolfenstein, как и Билли Блэйз — протагонист серии игр Commander Keen.

## Появления в играх
Думгай и Палач Рока — это один и тот же персонаж, но в разные временные промежутки. Он является протагонистом игр Doom, Doom II: Hell on Earth, Doom 64, Doom (2016), Doom Eternal и Doom: The Dark Ages.
В первых двух частях Doom главного героя можно увидеть на фоновой картинке игрового меню. Там он изображён мускулистым мужчиной с голубыми глазами и русыми волосами, одетым в зелёный бронежилет со шлемом, скрывающим его лицо, на ногах зелёные штаны и серые сапоги, на руках коричневые перчатки. Армейская стрижка. Живот оголён: по-видимому, эта часть бронежилета была вырвана когтями монстров, поскольку на многих неигровых изображениях морпеха пресс закрыт. В Doom 2 он уже изображён без шлема, но его лица по-прежнему не видно, так как оно обращено от зрителя. Одно из немногих мест в играх этой серии, где изображается лицо главного героя, это HUD, где оно присутствует в оживлённом виде: реагирует на атаки, обращая свой взгляд в сторону угрозы, хищно улыбается при подборе оружия и артефактов, приобретает всё более истерзанный вид при получении повреждений, поглядывает по сторонам и др. Также судить о внешности персонажа можно по трупам морпехов или спрайтам игроков в многопользовательской игре, где он изображён с автоматической винтовкой M-16 в руках. В Ultimate Doom есть заставка с Doomguy, которая показывается игроку после прохождения четвёртого эпизода Thy Flesh Consumed, на которой можно разглядеть все детали его внешности, в том числе и его лицо; в руках он держит окровавленную кроличью голову, принадлежащую его любимцу по имени Дейзи, и дробовик. В Doom 64 морпех немного сбавил вес, носит слегка изменённую чёрную броню, и на шлеме у него появилась радиоантенна. Его лицо не показывается где-либо в этой игре.
В Doom 3 о главном герое известно не очень многое, но информация о нём есть. В новелле его имя Джон Кейн, бывший майор, пониженный в звании и сосланный на Марс охранником. Он показан как в меру мускулистый, крепкий и умный солдат. Умеет обращаться со всеми видами оружия. Несмотря на брутальность, в игре много намёков на страх главного героя. Броня состоит из нагрудника из кевлара и наплечников, под которые надевается резиновая подкладка. На самой резиновой основе кевларовая пластина. За спиной кислородный баллон. На поясе у него несколько карманов для боеприпасов. Ниже у него защищающий пах бандаж, наколенники и механизированные ботинки.
В самой игре он не произносит ни слова, но его голос можно слышать во время получения урона или после того, как он умирает. В Doom 3: Resurrection of Evil у персонажа штаны и броня синего оттенка, стрижка «под ноль». Сама броня претерпела изменения. Нагрудник изменился на более рельефный, изменилась защита паха и наколенники с ботинками.
В перезапуске первой части Doom имя главного героя неизвестно, однако учёные называют его «Солдат Рока»; демоны же дали ему прозвище «Палач Рока». В игре он является самым ужасным созданием для демонов, воином, победившим монстров всех категорий и даже убившим великого и громадного Титана. На самом Солдате Рока надета почти неразрушимая для человеческих атак броня, называемая «Преторианской». Главный герой, в отличие от прошлых частей игр, просто разрывает на части демонов, не щадя никого, а также владеет навыками обращения со всеми видами оружия. Так как герой не даёт шанса на выживание никому из демонов, то и адские твари неумолимы по отношению к нему. В Doom Eternal внешний вид Палача Рока был изменён. Главный герой получил в распоряжение новую броню с наплечным огнеметом и наручным выдвижным лезвием, которое он использует для зверских добиваний. Единственный раз за все появления в играх, персонаж был озвучен в нескольких сценах. В качестве актёра озвучки героя выступил Мэттью Уоттерсон. Также в Eternal было показано, что Палач Рока является не очередным воплощением Думгая из оригинальных игр, а непосредственно им самим, вследствие чего главным героем всех основных игр серии за исключением Doom 3 и дополнения Resurrection of Evil, является изначальная инкарнация героя.
Кроме серии Doom Думгай дважды появлялся в играх серии Quake: в Quake 3 Arena и Quake Champions он является одним из играбельных персонажей.

### В других произведениях
В экранизации Doom предполагалось, что главную роль сыграет Дуэйн Джонсон, но в итоге роль была отдана Карлу Урбану. В фильме морской пехотинец получил прозвище «Демон» (англ. Reaper — Жнец) и имя Джон Гримм. В результате неверного перевода прозвища была утрачена пасхалка персонажа — «Grim Reaper» переводится как «Мрачный Жнец» (также известный как Смерть).
В книгах по игре главного героя зовут Флинн Таггарт (англ. Flynn Taggart), кличка «Флай» (англ. fly — «муха», сокращение от Flynn). В Doom 3 это имя можно увидеть в самом начале игры, на компьютере с открытой страницей досье главного героя. Том Холл в своей «Библии Doom» предлагал назвать его Бадди Дакотом (англ. Buddy Dacote).

## Пародии и мемы
Думгай стал предметом многочисленных пародий и мемов из-за того, что «ультра-жестокий» шутер Doom Eternal и «супер-милый» Animal Crossing: New Horizons вышли в один день — 20 марта 2020. В мемах и фанартах Думгая часто изображают в паре с героиней Animal Crossing — Изабель, как лучших друзей, которые проводят вместе время. В апреле 2020 года группой The Chalkeaters был выпущен клип «Doom Crossing: Eternal Horizons», посвящённый этому мему и собравший более 50 миллионов просмотров.

## Отзывы и критика
В 2009 GameDaily включил персонажа в свой список «десяти героев игр, которые терпят неудачу по простым причинам» ввиду его неспособности посмотреть вверх и вниз в оригинальных играх. UGO поставил его на четвёртое место в своём списке 2012 года лучших молчаливых главных героев в видеоиграх, отмечая, что ему хватает смелости не проронить ни слова, даже когда он сталкивается с армией Ада. В 2013 году Complex оценил Doomguy’я под номером 16 в списке самых великих солдат в видеоиграх за то, что он является «первым космическим десантником видеоигр» и «также одним из классических молчаливых главных героев». И CraveOnline, и VGRC оценили его как пятого самого большого персонажа-«задиру» мужского пола в истории видеоигр.

### Комментарии
1. ↑  Дословно англ. «парень из Doom»; также встречается в написании Doom Guy.